# Средний Немдеж
Средний Немдеж (мар. Яндыган) — деревня в Оршанском районе Республики Марий Эл. Входит в состав Шулкинского сельского поселения.

## География
Находится в северной части республики Марий Эл на расстоянии приблизительно 18 км по прямой на восток-северо-восток от районного центра посёлка Оршанка.

## История
Известна с 1891 года как деревня с 9 дворами и 71 жителем (все мари). В 1921 году в деревне в 19 дворах проживали 120 человек. В 1976 году в 19 дворах проживали 66 человек. В 1996 году в 10 хозяйствах проживал 21 человек. В 2004 году числилось 15 домов. В советское время работали колхозы «Марий патыр», «У илыш», им. Сталина, позднее СПК "Колхоз «Лужбеляк».

## Население
Население составляло 27 человека (мари 93 %) в 2002 году, 29 в 2010.